# راید ایم اوبرنیتال
راید ایم اوبرنیتال (به آلمانی: Ried im Oberinntal) یک منطقهٔ مسکونی در اتریش است که در ناحیه لاندک واقع شده‌است. راید ایم اوبرنیتال ۲۷٫۴۳ کیلومتر مربع مساحت دارد ۸۷۶ متر بالاتر از سطح دریا واقع شده‌است.